# Shiva Naipaul
Shiva Naipaul, nacido Shivadhar Srinivasa Naipaul ( Puerto España, Trinidad y Tobago, 25 de febrero de 1945 - Camden, Londres, 13 de agosto de 1985 )  fue un novelista y periodista británico-trinitense.

## Biografía
Shiva Naipaul era el hermano menor del novelista V. S. Naipaul, premio Nobel de Literatura. Asistió primero al Queen's Royal College y al St Mary's College en Trinidad, para luego emigrar a Gran Bretaña, donde había ganado una beca para estudiar chino en el University College de Oxford. En Oxford conoció y más tarde se casó con Jenny Stuart, con quien tuvo un hijo, Tarun. 
Con el apoyo de Jenny, Shiva Naipaul escribió su primera novela, Fireflies (1970), que ganó el Premio Winifred Holtby Memorial de la Royal Society of Literature a la mejor novela británica. Le siguió The Chip-Chip Gatherers (1973). Luego decidió concentrarse en el periodismo y escribió dos obras de ensayo, North of South (1978) y Black &amp; White (1980), antes de regresar al marco de la novela en la década de 1980, con títulos como A Hot Country (1983), un cambio con respecto a sus dos novelas cómicas anteriores ambientadas en Trinidad y Tobago, así como una colección de ficción y no ficción, Beyond the Dragon's Mouth: Stories and Pieces (1984). 

### Muerte
En la mañana del 13 de agosto de 1985, a la edad de 40 años, Naipaul sufrió un ataque cardíaco fatal mientras trabajaba en su escritorio. 
En un ensayo que VS Naipaul escribió para The New Yorker, publicado en 2019, su hermano confesó que no se sorprendió en ese momento al enterarse de la muerte de Shiva, pues era un bebedor insaciable y recordó que un año antes de su muerte, en el funeral por su hermana menor al que ambos habían asistido, VS decía haber visto ya "la mirada de la muerte en el rostro de mi hermano". 

## Legado
La revista The Spectator, para la que la esposa de Naipaul había trabajado y que había publicado muchos de sus textos, tras su muerte anunció la creación del premio Shiva Naipaul Memorial.
En 2008, Christopher Hitchens escribió para The Atlantic que la primera novela de Shiva Naipaul, Fireflies, era "una de las grandes novelas tragicómicas de nuestros días". 
En Sir Vidia's Shadow, de Paul Theroux, una biografía del hermano mayor de Shiva, V. S. Naipaul, Theroux describe a Shiva como un "borracho", encogido por la imponente figura de su hermano mayor. Theroux cuestionó las habilidades de Shiva Naipaul como escritor, particularmente como escritor de viajes, aunque su libro ha sido objeto de ataques por sus inexactitudes. 
El novelista Martin Amis escribió que "Shiva Naipaul era una de esas personas que hacían que tu corazón se acelerara cuando entraba en la habitación... al perderlo, hemos perdido treinta años de genio sin transcribir ni barnizar".  
El documental titulado Arena, que aborda la figura de su hermano VS Naipaul, reprodujo imágenes de Shiva de un documental anterior de principios de la década de 1980, en el que Shiva regresó a Trinidad para ver a su madre.
El archivo literario de Shiva Naipaul se conserva en la British Library. La colección ( The Shiva Naipaul Archive ) "consta de borradores autógrafos y mecanografiados de las novelas de ficción, no ficción y escritos de viajes de Shiva Naipaul. También incluye investigaciones y borradores relacionados con sus artículos, cuentos y prosa. Hay una serie de cuadernos autógrafos, en su mayoría con notas e investigaciones recopiladas en sus viajes por la India, Trinidad y Tobago, Surinam, Guyana, Estados Unidos, Sudáfrica, África y Australia. Hay correspondencia que data de sus días universitarios, con su familia, su esposa y una serie de correspondencia comercial". 

## Obras
Novelas
- Fireflies (1970)
- The Chip-Chip Gatherers (1973)
- A Hot Country (1983), publicado en los Estados Unidos como Love and Death in a Hot Country.

Ensayo
- North of South (1978)
- Black &amp; White (1980), publicado en los Estados Unidos como Journey to Nowhere.
- An Unfinished Journey (1986)

Colecciones
- Beyond the Dragon's Mouth: Stories and Pieces (1984)
- A Man of Mystery and Other Stories (1995), una selección de relatos aparecidos en Beyond the Dragon's Mouth.